# Midville
Midville és una població dels Estats Units a l'estat de Geòrgia. Segons el cens del 2000 tenia 457 habitants.

## Demografia
Segons el cens del 2000, Midville tenia 457 habitants, 185 habitatges, i 121 famílies. La densitat de població era de 88,2 habitants/km².
Dels 185 habitatges en un 24,3% hi vivien nens de menys de 18 anys, en un 40% hi vivien parelles casades, en un 21,1% dones solteres, i en un 34,1% no eren unitats familiars. En el 31,9% dels habitatges hi vivien persones soles el 20% de les quals corresponia a persones de 65 anys o més que vivien soles. El nombre mitjà de persones vivint en cada habitatge era de 2,47 i el nombre mitjà de persones que vivien en cada família era de 3,07.
Per edats la població es repartia de la següent manera: un 24,9% tenia menys de 18 anys, un 8,8% entre 18 i 24, un 22,1% entre 25 i 44, un 22,3% de 45 a 60 i un 21,9% 65 anys o més.
L'edat mediana era de 40 anys. Per cada 100 dones de 18 o més anys hi havia 69,8 homes.
La renda mediana per habitatge era de 19.625 $ i la renda mediana per família de 35.417 $. Els homes tenien una renda mediana de 34.286 $ mentre que les dones 21.250 $. La renda per capita de la població era de 9.408 $. Entorn del 18,9% de les famílies i el 23,8% de la població estaven per davall del llindar de pobresa.

## Poblacions més properes
El següent diagrama mostra les poblacions més properes.